# Mexicaanse inquisitie

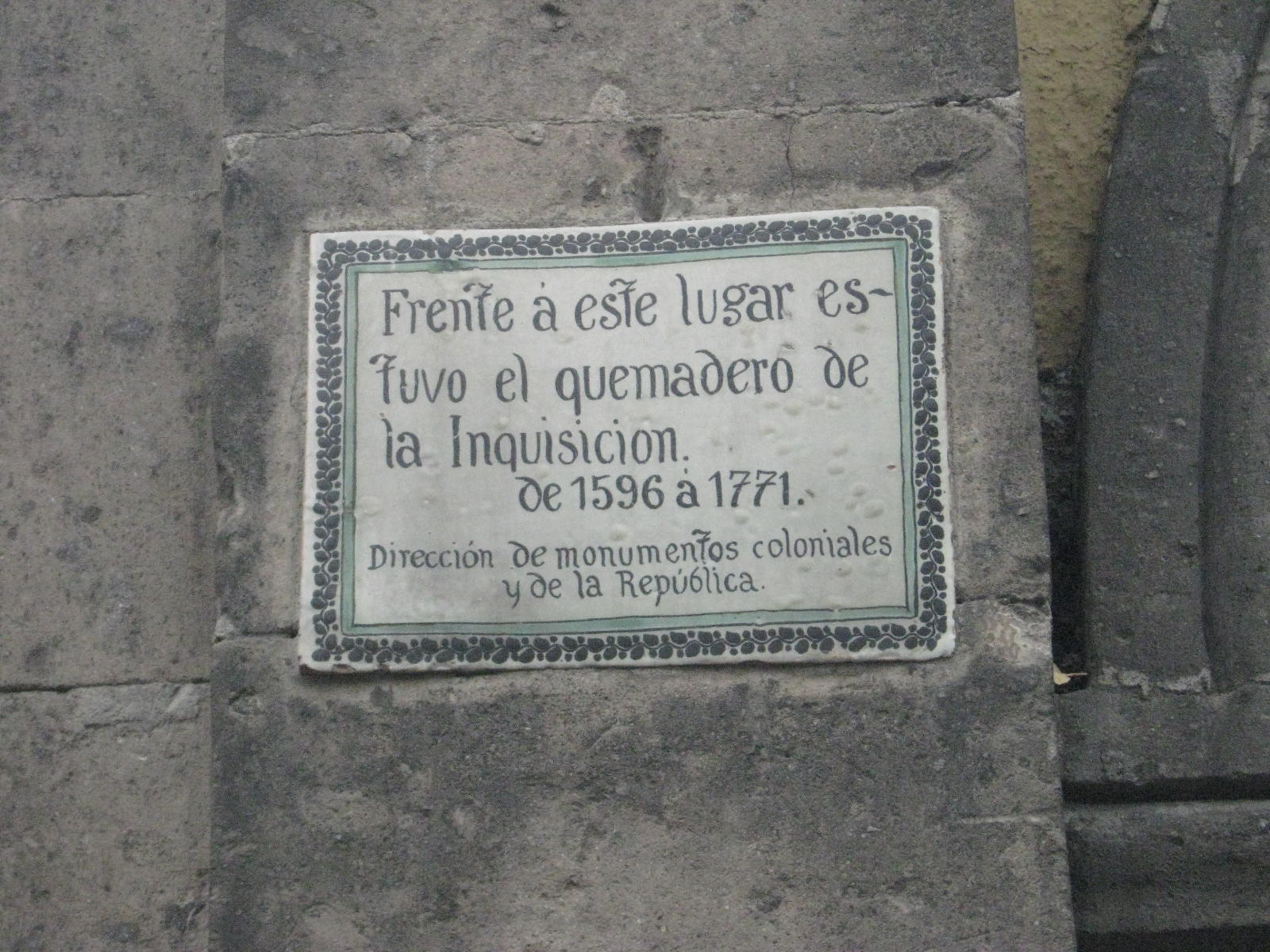
Gedenkplaat

De Mexicaanse inquisitie was de tak van de Spaanse Inquisitie die zich bezighield met de Spaanse kolonie Nieuw-Spanje.
De Mexicaanse inquisitie werd opgericht in 1571 en hield zich voornamelijk bezig met het bestrijden van blasfemie, ketterij en bigamie. Ook richtte zij zich op het vervolgen van bekeerde joden en moslims (conversos). Vanwege strenge controles binnen het Spaanse Rijk waren er hier echter maar weinig van in de Nieuwe Wereld.